# Aeroportul Necocli
Aeroportul Necocli (IATA: NCI, ICAO: SKNC) este un aeroport din Antioquia, Columbia ce deservește zona Necoclí.
Situat la o altitudine de 6 m, aeroportul dispune de o singură pistă.